# Mesochorus hashimotoi
Mesochorus hashimotoi är en stekelart som beskrevs av Kusigemati 1985. Mesochorus hashimotoi ingår i släktet Mesochorus och familjen brokparasitsteklar. Inga underarter finns listade i Catalogue of Life.